# Stingelin
Stingelin är en schweizisk släkt och efternamn.  Framstående inom släkten är forskaren Natalie Stingelin. 
Antalet bärare av efternamnet är 496. 